# Збуйна (гміна)
Гміна Збуйна (пол. Gmina Zbójna) — сільська гміна у східній Польщі. Належить до Ломжинського повіту Підляського воєводства.
Станом на 31 грудня 2011 у гміні проживало 4424 особи.

## Територія
Згідно з даними за 2007 рік площа гміни становила 185.77 км², у тому числі:
- орні землі: 50.00%
- ліси: 45.00%

Таким чином, площа гміни становить 13.72% площі повіту.

## Населення
Станом на 31 грудня 2011:
| Опис     | Загалом | Загалом | Чоловіки | Чоловіки | Жінки | Жінки |
| -------- | ------- | ------- | -------- | -------- | ----- | ----- |
| одиниця  | осіб    | %       | осіб     | %        | осіб  | %     |
| все      | 4424    | 100     | 2262     | 51.13    | 2162  | 48.87 |
| міське   | 0       | 100     | 0        |          | 0     |       |
| сільське | 4424    | 100     | 2262     | 51.13    | 2162  | 48.87 |

## Сусідні гміни
Гміна Збуйна межує з такими гмінами: Кадзідло, Кольно, Леліс, Лисе, Малий Плоцьк, Мястково, Новоґруд, Турошль.